# Палант (гра)

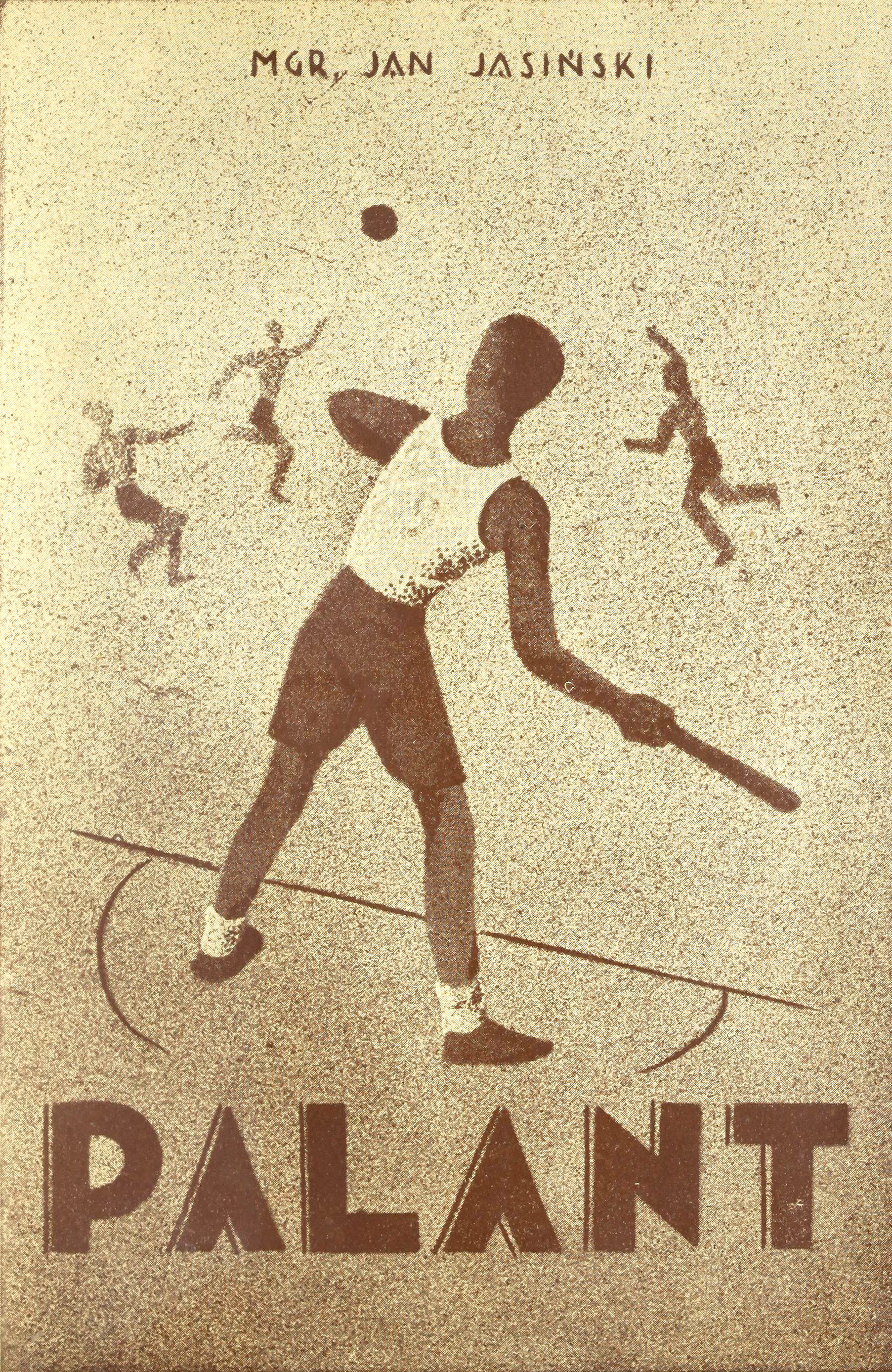
Палант: поради. Спортивна гра для шкіл, організацій і клубів. Ян Ясинський, Варшава - Познань, Польське товариство педагогів з фізичної культури, 1938 р. - 36 с.

Palant — це польська гра з биткою та м'ячем, подібна до румунської ойни, української гилки, американського бейсболу та англійського раундерзу, в яку грають з використанням твердої дерев'яної битки та гумового м'яча. Так само гра подібна до німецького Schlagball, російської лапти.

## Гра в США
У своїй книзі «God's Playground» Норман Дейвіс (Norman Davies) припускає, що бейсбол, можливо, розвинувся з паланту, в який грали перші польські іммігранти, такі як польські ремісники з Джеймстауна, які прибули в жовтні 1608 року на емігрантському кораблі «Мері й Маргарет», який привіз перших польських поселенців у Джеймстаун, штат Вірджинія. За словами Девіса, ці польські ремісники були причетні до першого промислового страйку на континенті, а грою палант — до виникнення бейсболу.
Однак чимало індіанців грали в подібну гру задовго до прибуття в Америку європейців, як зазначено в джерелах черокі.

## Правила гри
Палант — це гра з биткою та м’ячем між двома командами від 7 до 15 гравців на полі завдовжки 60 м та завширшки 25 м. Битка, яку ще називають «палант», — це палиця з деревини довжиною 60 см, яка може бути круглою або сплющеною. М'яч має діаметр від 5 до 7 см, він виготовлений з гуми. Поле розділено на дві зони: "рай", де перебуває команда атаки, вони по черзі відбиватимуть  м'яч, і "пекло", де розташована команда захисту. Гра зазвичай складається з двох таймів по 20 хвилин із загальною тривалістю 40 хвилин.
Команда атака намагається залишатися в зоні "раю" якомога довше. Биткар, тобто гравець, який відбиває м'яч биткою, стоїть на краю поля ("лінія неба"). Він повинен подати власний м’яч і вдарити по ньому, щоб той приземлився на іншій половині поля (у "пеклі"). Биткар після вдалого удару кладе битку (палант) на "лінію неба" та, ставши перебіжчиком, починає бігти через усе поле до "лінії пекла", а потім назад до "лінії неба". Він може зупинитися на центральній лінії та продовжити свій біг після того, як наступний биткар ударить по м’ячу. Якщо перебіжка успішна, гравець здобуває одне очко. Якщо биткар пропускає (не влучає) м’яч, він чекає, доки наступний биткар успішно вдарить його, а потім може бігти далі.
Команда захисту займає "зону пекла" і прагне якомога швидше змінитися сторонами з командою атаки. Це можна зробити, піймавши м’яч у повітрі, або зловити м’яч після того, як він упав на землю, і "квацнути" (влучити) ним у перебіжчика (коли всі гравці атаки вибувають, команди міняються сторонами). Биткар так само може бути виведений з гри, якщо він забуде залишити свою битку на "лінії неба" або якщо він продовжує свій біг (не стоїть на центральній або "лінії пекла"), коли м’яч захисниками потрапляє на "сторону неба".
Кожна команда має "маму" — це привілейований гравець, який має право на три спроби під час відбивання м'яча.
Коли час гри спливає, команда з найбільшою кількістю очок здобуває перемогу.  